# 瓜亞基爾縣
瓜亞基爾縣（西班牙語：Cantón Guayaquil），是厄瓜多爾的縣份，位於該國中部，由瓜亞斯省負責管轄，始建於1538年6月25日，面積5,237平方公里，2001年人口2,039,789，人口密度每平方公里389.5人。
2°11′S 79°53′W / 2.183°S 79.883°W